# Gerbillus somalicus
Gerbillus somalicus — вид гризунів з родини мишевих, що зустрічається тільки в Сомалі.